# 蕨小島
蕨小島（わらびこじま）は、長崎県五島列島の久賀島の北東に浮かぶ島である。全島が長崎県五島市に属する。面積は約0.03km2で、日本最小の有人島である。

## 地理
五島列島の久賀島の蕨集落の北東700mに位置する。
- 面積 - 0.03km2
- 周囲 - 1.8km
- 標高 - 44m
- 人口 - 8人(2023年）

## 生活
島の人口は8人(2023年現在)。水道は久賀島から海底送水により供給されている。全員が「小島」姓の親戚で、カトリック信徒である。
警備安全
島内に交番・消防署などは設置されていない。そのため、救急の場合などは島外に出て通報しなくてはならない。
産業
ハマチ養殖などの漁業。島の全戸が共同で営んでいる。
交通
定期航路などの公共交通機関は存在しない。島外者が来島するには福江島、久賀島などからチャーター船を手配する必要がある。全戸が漁船を所有しており、島民は自家用の漁船、学童はスクールボートで島外と往来している。
かつては、干潮時には久賀島との間の浅瀬を歩いて渡ることができたが、航路のため浚渫され不可能となった。
学校
島に学校はない。対岸の五島市立久賀小学校・五島市立久賀中学校へスクールボート「小島」で通学する。
医療機関
島内に医療機関はない。